# Dom Jana Matejki w Krakowie
Dom Jana Matejki w Krakowie – muzeum poświęcone Janowi Matejce, założone w 1895, od 1904 oddział Muzeum Narodowego w Krakowie.
 Budynek wpisany jest do rejestru zabytków pod nr rej.: A-58 z 12.05.1931

## Historia

### Historia kamienicy
Budynek przy Floriańskiej 41 został wzniesiony jeszcze w XVI wieku jako jednopiętrowa kamienica. W XVIII wieku do kamienicy dobudowano drugie piętro, natomiast w początku XIX wieku – trzecie, mansardowe. W 1752 kamienicę nabyli Ignacy i Anna Hendlowie, w 1794 – Jan Piotr i Marianna Rossbergowie, rodzice żony Franciszka Ksawerego Matejki. Po śmierci tegoż w 1860 kamienicę odziedziczyły jego dzieci. W 1871 Jan Matejko, jeden z synów Franciszka Ksawerego, spłacił rodzeństwo i przejął kamienicę na własność, po czym zlecił trwającą dwa lata przebudowę domu i zamieszkał z własną rodziną.

### Powstanie i dzieje muzeum
Dzień po pogrzebie Matejki, 8 listopada 1893, w krakowskim „Czasie” ukazał się artykuł pióra Mariana Sokołowskiego, który powołując się na przykłady domów – muzeów np. Rafaela w Urbino czy Michała Anioła we Florencji apelował, by w podobny sposób upamiętnić postać i zasługi Jana Matejki. Książę Eustachy Sanguszko, stojący na czele Towarzystwa im. Jana Matejki, przystąpił do gromadzenia poprzez zbiórkę odpowiednich funduszy. 7 listopada 1895, w drugą rocznicę pogrzebu malarza, odkupiono od rodziny artysty kamienicę przy ulicy Floriańskiej wraz z częścią zbiorów. 1 maja 1896 udostępniono dla zwiedzających salon i sypialnię jako pierwszą część tworzonego muzeum. Równocześnie gromadzono archiwum publikacji na temat Jana Matejki oraz zgromadzono fotografie niemal wszystkich obrazów mistrza.

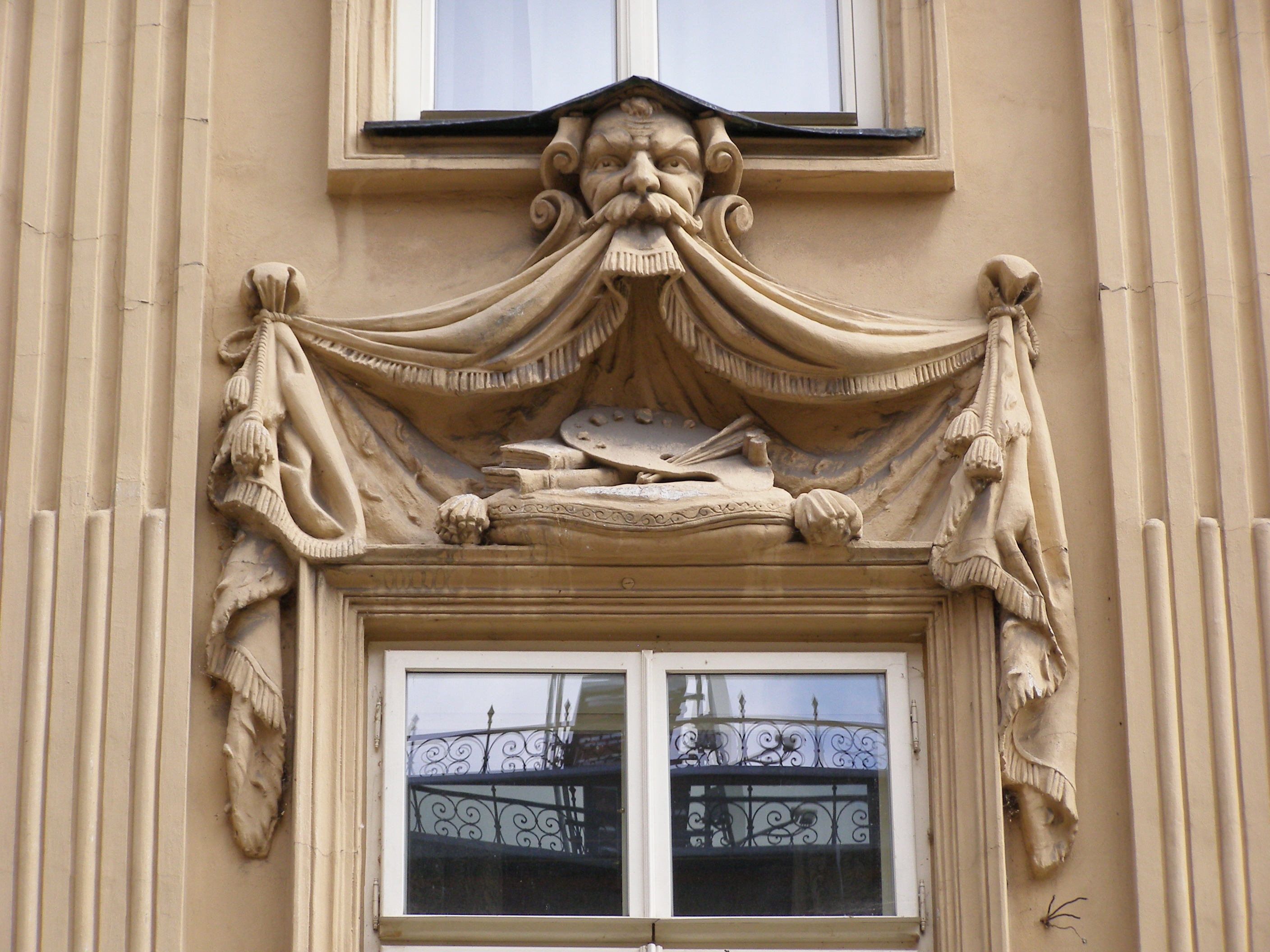
Detal

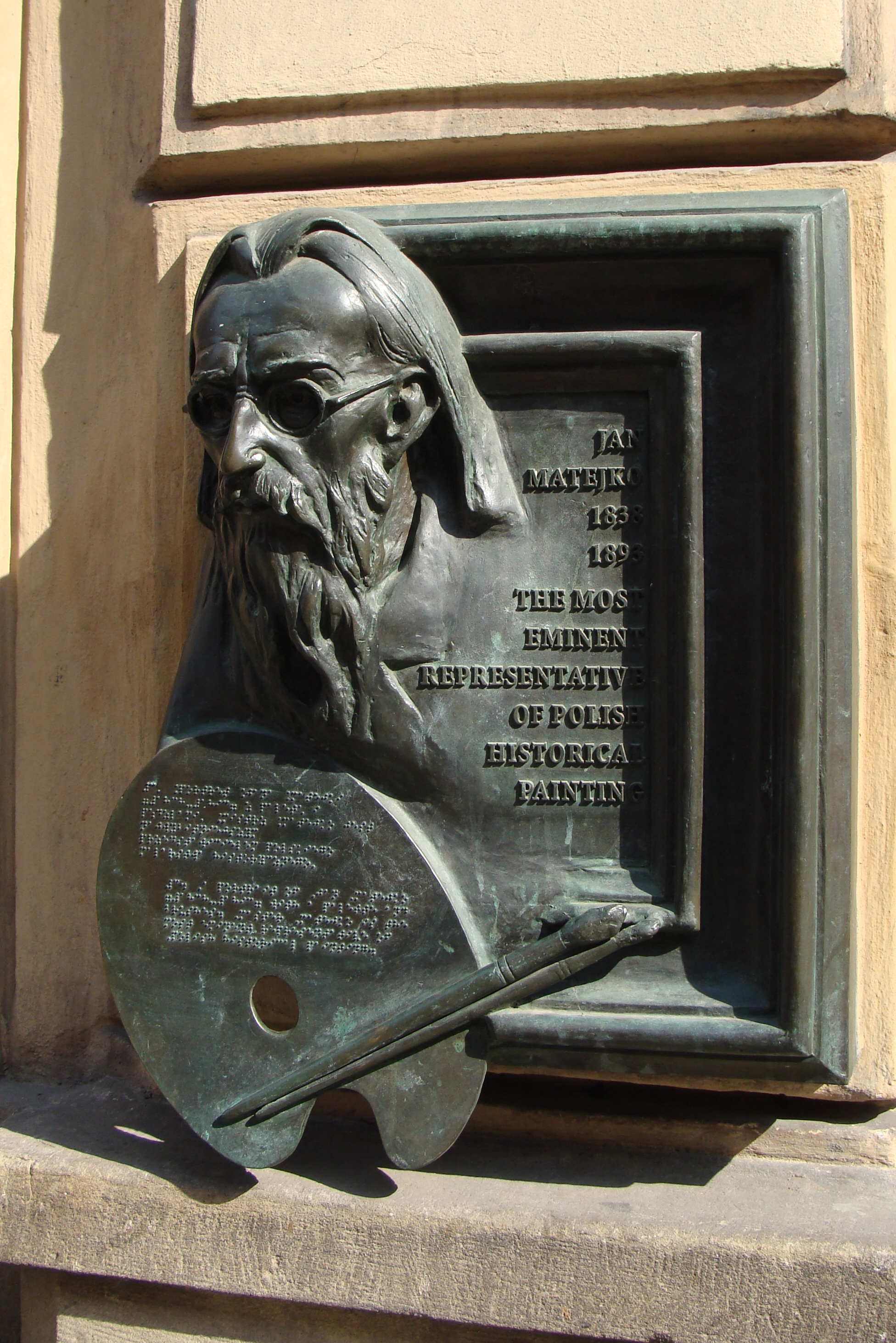
Tablica pamiątkowa z popiersiem Matejki

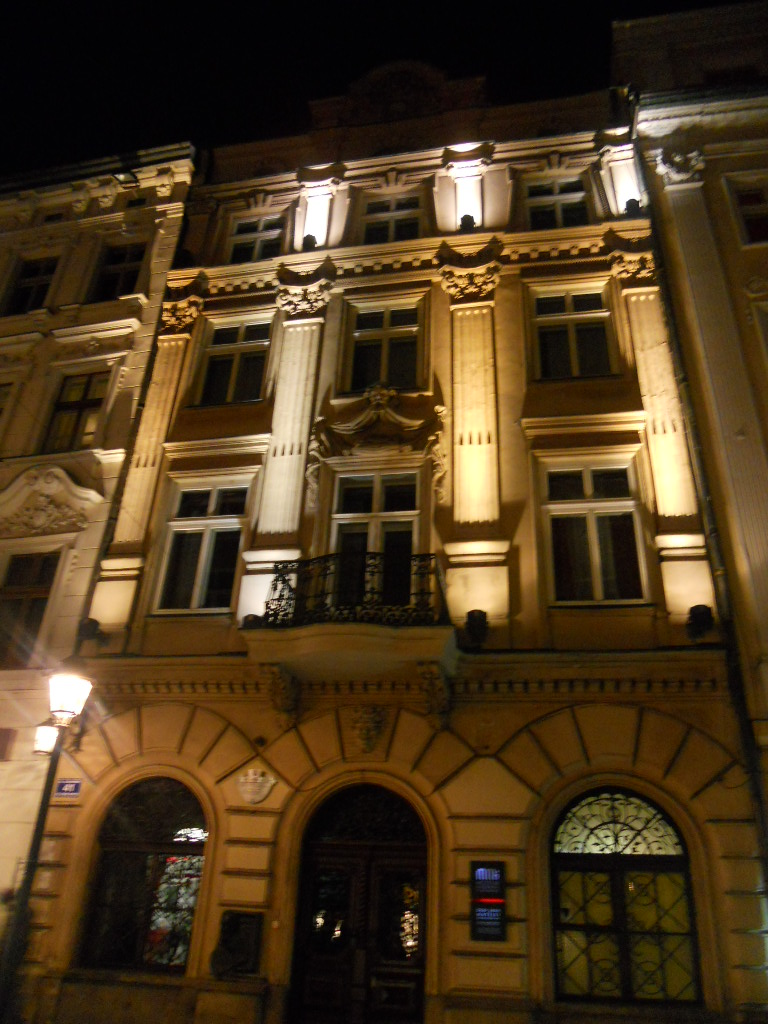
Dom Jana Matejki nocą

Dostosowywano kamienicę do potrzeb muzealnych, przebudowując ją pod kierunkiem Tadeusza Stryjeńskiego w latach 1896–1898 oraz Zygmunta Hendla w latach 1901–1904. 26 czerwca 1904 Towarzystwo im. Jana Matejki przekazało oficjalnie muzeum Radzie Miasta Krakowa, a ta przekazała je pod zarząd Muzeum Narodowego. Podczas II wojny światowej, w obawie przed nazistowskimi rabunkami obrazów Matejki, część jego zbiorów w 1940 ulokowano właśnie w zamkniętym podówczas Domu Matejki. Po II wojnie światowej ponownie otwarto drzwi muzeum po generalnym remoncie w 1953. Kolejnemu remontowi poddano kamienicę w 2009. 
Na pierwszym piętrze prezentowana jest sypialnia, zwana pokojem pod gwiazdami i salon państwa Matejków. Na drugim piętrze, w pokoju gdzie 24 czerwca 1838 urodził się malarz, znajduje się pamiątkowa tablica z łacińskim napisem, który w przekładzie na język polski jest aluzją do słabego zdrowia i niewielkiego wzrostu Matejki. Brzmi on następująco: „Często sprawia Bóg, że wielkość zamyka w małym kształcie” („Saepe providet Deus, ut magna claudantur parvis”). Na trzecim piętrze, dobudowanym przez Tomasza Prylińskiego w latach 1872–1873 na prośbę Matejki, zachowana jest jego malarska pracownia.